# Nicolas Usaï
Nicolas Usaï est un footballeur puis entraîneur français, né le 1er mai 1974 à Marseille. Il évoluait au poste de défenseur, avant d'exercer comme entraîneur à partir de 2008. Il est l'un des petits-fils d'Hamlet Setta, ancien président de l'Olympique de Marseille. 
Il prend la succession de Didier Tholot au Pau FC au début de la saison 2023-2024.

## Biographie

### Carrière de joueur
Formé à l'Olympique de Marseille où il évolue au sein de l'équipe réserve entre 1992 et 1995, Nicolas Usai évolue au poste de latéral gauche. En 1995, il rejoint le club voisin du FC Istres en National pendant cinq saisons. Après des passages à Valenciennes FC, l'Olympique d'Alès, l'Angoulême CFC et l'AS Cherbourg, il termine prématurément sa carrière de joueur à l'âge de 32 ans au GS Consolat en raison d'un problème au genou.

### Carrière d'entraîneur
En février 2006, il obtient le BEES 2e degré. Avant d'entamer une carrière d'entraîneur, Nicolas Usai devient directeur sportif du Groupe Sportif Consolat, alors en Division d'Honneur, dès 2006 et jusqu'à la fin de la saison 2006-2007. En 2007, René Le Lamer, directeur sportif du FC Istres, le recrute en tant qu'entraîneur de l'équipe réserve évoluant en Division d'Honneur Régionale (7e division).
Il rejoint ensuite l'équipe première du FC Istres en tant qu'adjoint d'Henri Stambouli en juillet 2008. Le duo Stambouli-Usaï réussit à faire remonter le club en Ligue 2 au terme de la saison 2008-2009 en National. À la suite du départ de Stambouli, il devient l'adjoint de José Pasqualetti qui débarque en Provence pour sortir le club de la zone de relégation en Ligue 2.
Le 30 octobre 2014, il effectue son retour à Marseille Consolat en tant qu'entraîneur de l'équipe première évoluant en National. Il parvient à redresser le club et à le sortir de la zone de relégation. La saison suivante, contre toute attente, il hisse le club des quartiers Nord de Marseille sur le podium durant une grande partie de la saison. Il reçoit le trophée Foot-National de meilleur entraineur du National pour la saison 2015-2016. Lors des dernières journées de la saison 2015-2016, le club marseillais s'incline à deux reprises contre Béziers à domicile et sur la pelouse des Herbiers, ce qui les empêche de terminer sur le podium synonyme d'accession à la Ligue 2.
Le 9 novembre 2016, il est nommé entraîneur du CS Sedan Ardennes, en remplacement de Colbert Marlot. L'objectif de sauver le club d'une relégation du National n'est pas atteint et le club redémarre la saison 2017-2018 en National 2 avec pour objectif la remontée immédiate. Néanmoins, cet objectif n'est pas atteint non plus et il quitte le club sedanais au terme de la saison 2017-2018.
Après un bref retour sur le banc de l'Athlético Marseille (anciennement Marseille Consolat), il devient l'entraîneur de La Berrichonne de Châteauroux, en remplacement de Jean-Luc Vasseur le 24 octobre 2018. Il est limogé le 13 décembre 2020 au lendemain d'une défaite face à Toulouse (15e journée, 0-3), la septième de la saison, alors que le club est 18e de Ligue 2.
Le 4 janvier 2022, après le limogeage de Pascal Plancque, il est nommé entraîneur du Nîmes Olympique. Le 16 novembre 2022, il est limogé après des résultats jugés décevants.
Le 28 décembre 2022, Nicolas Usaï est annoncé comme entraîneur de l'US Orléans, alors pensionnaire de National. Il quitte le club à la fin de la saison.

### Pau FC
Nicolas Usaï rejoint le Pau FC au début de la saison 2023-2024 du Pau FC. Il prend la suite de Didier Tholot, avec pour objectif de maintenir sereinement le club en Ligue 2. Pour sa première saison à la tête du club béarnais, Usaï parvient à réaliser un début de saison prometteur, avec une identité de jeu portée sur l'offensive. L'objectif du maintien est atteint en avril 2024.
La saison du Pau FC se termine avec une 10e place au classement, un rexcord pour le club avec un total de 60 points. La fin de saison est toutefois marquée par une baisse des résultats. L'attaque a été l'une des plus performantes de la division, avec 60 buts, ce qui les place sur le podium des meilleures attaques.
Lors de la saison 2024-2025, le club termine à la 13e place de Ligue 2, avec un bilan de 42 points en 34 matchs : 10 victoires, 12 nuls et 12 défaites, pour 39 buts marqués et 53 encaissés (différence de buts : -14). Après un début de saison prometteur, l’équipe a connu une période plus difficile, après le départ au mercato hivernal de joueurs clés, réalisant ainsi une saison plutôt décevante sur le plan sportif mais parvenant tout de même à assurer son maintien dans l’antichambre de l’élite du football français, l'objectif initial du club.
Au début de la saison 2025-2026, Nicolas Usaï est confirmé pour une troisième saison consécutive à son poste d’entraîneur, malgré des rumeurs de dissensions, alors que le club doit composer avec un budget réduit et un effectif plus jeune.

## Distinctions personnelles
- Élu meilleur entraîneur de National de l'année 2016 par Foot-National[5].